# Emil Newman
Emil Newman (* 20. Januar 1911 in New Haven, Connecticut; † 30. August 1984 in  Woodland Hills, Kalifornien) war ein US-amerikanischer Filmkomponist und Dirigent.

## Leben
Newman entstammt einer russischen Einwandererfamilie. Zu seinen neun Geschwistern gehörten sein älterer Bruder Alfred sowie der 1916 geborene Lionel, die beide ebenfalls als Komponisten für Filmmusik bekannt wurden. Somit ist Emil Newman der Onkel von Randy, David sowie Thomas Newman, die sich ebenfalls der Filmmusik verschrieben haben.
Ab 1940 war Newman als musikalischer Leiter im Filmgeschäft tätig und begleitete als solcher bis in die 1970er Jahre mehr als 170 Filmproduktionen. In den frühen 1940er Jahren gab er sein Debüt als eigenständiger Filmkomponist und wirkte als solcher an mehr 40 Filmen und einigen Fernsehserien mit. Für seine Arbeit an Adoptiertes Glück wurde er 1942 für den Oscar in der Kategorie „Beste Filmmusik“ nominiert.
Newman war bis zum Tod seiner Frau im Jahr 1972 verheiratet und Vater zweier Kinder.

## Filmografie (Auswahl)
- 1941: Tall, Dark and Handsome
- 1941: Adoptiertes Glück (Sun Valley Serenade)
- 1943: Crash Dive
- 1944: Buffalo Bill, der weiße Indianer (Buffalo Bill)
- 1945: Thunderhead – der vierbeinige Teufel (Thunderhead, Son of Flicka)
- 1946: Smoky, König der Prärie (Smoky)
- 1948: Betrogene Jugend (Enchantment)
- 1948: Reise ins Verderben (Inner Sanctum)
- 1950: Einer weiß zuviel (Woman on the Run)
- 1950: Auf des Schicksals Schneide (Edge of Doom)
- 1950: Der Henker saß am Tisch (711 Ocean Drive)
- 1950: Die Jahre der Lüge (The Vicious Years)
- 1951: Cry Danger
- 1951: The Groom Wore Spurs
- 1952: Engel der Gejagten (Rancho Notorious)
- 1952: Nur für Dich (Just for You)
- 1952: Menschenjagd in San Francisco (The San Francisco Story)
- 1952: Stadt im Würgegriff (The Captive City)
- 1953: Man nennt mich Hondo (Hondo)
- 1953: Das letzte Signal (Island in the Sky)
- 1953: Im Tal des Verderbens (War Paint)
- 1953: Taxi 539 antwortet nicht (99 River Street)
- 1954: Brückenkopf X (Beachhead)
- 1959: Gangster, Gin und scharfe Hasen (Guns, Girls, and Gangsters)